# Zsanna Vlagyimirovna Bicsevszkaja
Zsanna Vlagyimirovna Bicsevszkaja (Жанна Владимировна Бичевская, Moszkva, 1944. június 17.), orosz énekesnő. Gyakran nevezik az orosz Joan Baeznek. Saját műfaját country-folknak tartja. Repertoárja több száz dalból áll: ezek részben népdalok, részben egyházi énekek, részben pedig megzenésített versek, illetve románcok.

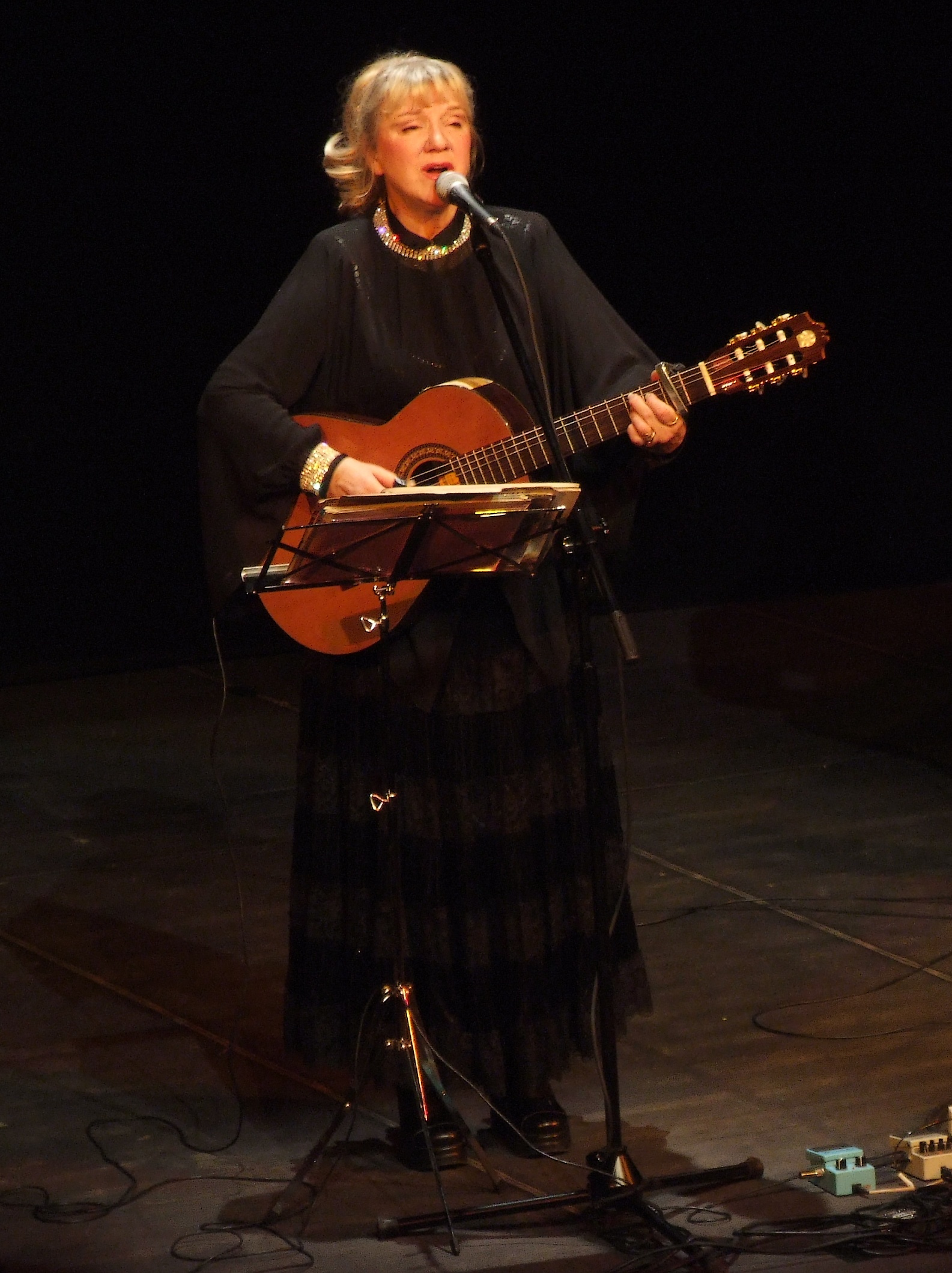
2006-ban, Lengyelországban

Dalainak tematikája nem ritkán az orosz hazafiasság és a pravoszláv hit. Sok dalában kifejeződik a tradicionális értékek tisztelete, vonzódás a cári Oroszországhoz, és a modern nyugati társadalom elutasítása.

## Pályája
Művészcsaládból származik, édesanyja balerina volt. Zeneiskolába járt. Éneket és klasszikus gitárt tanult.
Pályája meglehetősen későn, csak harmincéves korában indult. Első lemezén orosz népdalokat adott elő. Koncertpódiumon első fellépése Lengyelországban volt; ahol kezében egy szál gitárral énekelt.
1971–1973 között egy hangszeres vokálegyüttes tagja volt, Együtt énekeltek az akkor még ismeretlen Alla Pugacsovával, aki néhány dalt Bicsevszkaja tanácsára tanult meg, és vitt sikerre.
Eleinte népdalokat gyűjtött és adott elő. 1985-ben megismerkedett Okudzsavával és az ő dalait is énekelni kezdte. Egyik lemezén tizenhét Okudzsava-dal szerepel.
1988-ban férjhez ment Gennagyij Ponomarjov költő, zeneszerzőhöz, és attól kezdve az ő dalait is előadta. 2003-ban II. Miklós cár születésnapján részt vett a moszkvai körmeneten, ami este az ő imádságos dalaival fejeződött be.
2005-ben második egyházzenei lemeze jelent meg.
2013-ban Kazanyban, a Krím orosz annektálása előtt férjével előadta a – a kulikovói csatára utaló – Куликово поле (Kulikovói mező) című  dalt amelyben Szevasztopol, a Boszporusz, Konstantinápoly, és Jeruzsálem Oroszország általi visszaszerzéséről énekelt.

## Diszkográfia
- Господа офицеры: 1994[3]
- Слишком короток век: 1997[4]
- Любо, братцы, любо…: 1997
- Жанна Бичевская поёт песни: 1997
- Имени Твоему, Господи. (Egyházi énekek): 1998
- Осень музыканта: 1998[5]
- Русская Голгофа: 1998[6]
- Старые русские народные деревенские и городские песни и баллады. 1: 1998[7]
- Старые русские народные деревенские и городские песни и баллады. 2: 1998
- Старые русские народные деревенские и городские песни и баллады. 3: 1998
- Старые русские народные деревенские и городские песни и баллады. 4: 1998
- Жанна Бичевская поёт песни Булата Окуджавы (Okudzsava dalok): 1999
- Царь Николай: 1999
- Верую: 2000[8]
- Мы – русские. Жанна Бичевская поёт песни Геннадия Пономарёва (Ponomarjov dalok): 2001
- Чёрный ворон: 2002[9]
- Боже, храни своих: 2003
- К-141: 2004
- Белая ночь. Жанна Бичевская поёт песни: 2005
- Я расскажу тебе... Романсы: 2007
- Гори, гори, моя звезда: 2008[10]
- Засуха: 2010[11]